# Avedøre Monarchs 2018
Questa voce raccoglie le informazioni riguardanti gli Avedøre Monarchs nelle competizioni ufficiali della stagione 2018.

## Danmarksserien 2018

### Stagione regolare
| Hvidovre 19 agosto 2018, ore 14:00 2ª giornata | Avedøre Monarchs | 6 – 16 referto | Triangle Razorbacks II | Hvidovre Gymnasium |

| Middelfart 2 settembre 2018, ore 14:00 4ª giornata | Middelfart Stingers /Odense Badgers II | 6 – 0 referto | Avedøre Monarchs | Hyllehøjskolen |

| Hvidovre 8 settembre 2018, ore 14:00 5ª giornata | Avedøre Monarchs | 50 – 0 (a tavolino) referto | Randers Rednex | Hvidovre Gymnasium |

| Kolding 22 settembre 2018, ore 14:00 7ª giornata | Kolding Guardians | 22 – 6 referto | Avedøre Monarchs | Bakkeskolen |

## Statistiche di squadra
| Competizione      | %Vittorie | In casa | In casa | In casa | In casa | In casa | In casa | In trasferta | In trasferta | In trasferta | In trasferta | In trasferta | In trasferta | Totale | Totale | Totale | Totale | Totale | Totale |
| Competizione      | %Vittorie | G       | V       | N       | P       | Pf      | Ps      | G            | V            | N            | P            | Pf           | Ps           | G      | V      | N      | P      | Pf     | Ps     |
| ----------------- | --------- | ------- | ------- | ------- | ------- | ------- | ------- | ------------ | ------------ | ------------ | ------------ | ------------ | ------------ | ------ | ------ | ------ | ------ | ------ | ------ |
| Stagione regolare | .250      | 3       | 1       | 0       | 1       | 56      | 16      | 2            | 0            | 0            | 2            | 6            | 28           | 4      | 1      | 0      | 3      | 62     | 44     |
| Totale            | .250      | 2       | 1       | 0       | 1       | 56      | 16      | 2            | 0            | 0            | 2            | 6            | 28           | 4      | 1      | 0      | 3      | 62     | 44     |